# Куршумлијска гитаријада
Куршумлијска гитаријада је летњи музички фестивал који се одржава у Србији, у граду Куршумлији. Фестивал је оријентисан првенствено на рок музику. Програм фестивала се састоји из такмичења aуторских бендова и ревијалних наступа познатијих група.

## Историја
Прва Куршумлијска гитаријада одржана је 1988. године и одржавала се наредних 10 година, када је прекинута због рата. У току ових година на Куршумлиској гитаријади наступали су Рибља чорба и Кербер.
Један од оснивача Куршумлијске гитаријаде био је Милош Ђорђевић, рано преминули ликовни уметник. У знак сећања на њега, новије гитаријаде додељују награду „Неша Патос“.

### Куршумлијска гитаријада 2016.
Куршумлијска гитаријада 2016. одржана је 8. и 9. јула. Победник гитаријаде је био бенд  Инфинитив из Пожаревца, друго и треће место освојили су Кесидис Бривери из Београда и Плејдаун из Аранђеловца. Кесидис Бривери су поред освојене друге награде добили и прилику да наступају на Нишвил џез фестивалу.
Специјална награда „Неша Патос“ додељена је бенду Дисциплински поступак из Куршумлије.
Специјални гост ревијалног дела био је бенд  Ортодокс келтс. 

### Куршумлијска гитаријада 2017.
Куршумлијска гитаријада 2017. одржана је 14. и 15. јула. Победник гитаријаде био је бенд Рандом из Београда.
У ревијалном делу прве вечери наступао је Влатко Стефановски и трио, а друге вечери Кербер и прошлогодишњи победници - бенд Инфинитив. 

### Куршумлијска гитаријада 2018.
Куршумлијска гитаријада 2018. одржана је 20. и  21. јула. Победник гитаријаде је био бенд  Мајдан из Ниша, друго и треће место освојили су КИ из Куманова и Мулти Култус из Бања Луке.
У ревијалном делу прве вечери наступала је група Забрањено пушење, а друге вечери Галија и прошлогодишњи победници - бенд Рандом. 

### Куршумлијска гитаријада 2019.
Куршумлијска гитаријада 2019. није одржана због недостатка материјално-техничких услова.